# الاستفتاء الدستوري لأرض الصومال الفرنسية 1958
تم إجراء استفتاء على الدستور الفرنسي في أرض الصومال الفرنسية في 28 سبتمبر 1958 كجزء من استفتاء أوسع تم إجراؤه عبر الاتحاد الفرنسي. يقر الدستور الجديد أن تصبح البلاد جزءًا من المجتمع الفرنسي الجديد إذا تم قبوله، أو سيؤدي إلى الاستقلال إذا تم رفضه. تم الموافقة عليه بنسبة 75.24% من الناخبين.

## النتائج
كانت نتيجة الاستفتاء لصالح استمرار الارتباط بفرنسا؛ صوت 75% بـ«نعم» فيما عارضه 25%. كان هذا جزئيًا بسبب التصويت الإيجابي من قبل مجموعة عرقية كبيرة من عفار والأوروبيين المقيمين. كما كانت هناك مزاعم عن انتشار تزوير الانتخابات. وفقًا للأمم المتحدة، كان هناك عدد كبير من بطاقات الاقتراع الباطلة في المقاطعات الصومالية، مما يشير إلى أن الاستفتاء قد تم التلاعب به. غالبية الذين صوتوا بـ «لا» كانوا من الصوماليين الذين كانوا يؤيدون بشدة الانضمام إلى الصومال الموحد، كما اقترحه محمود حربي نائب رئيس مجلس الحكومة آنذاك. 
| خيار                         | الأصوات | %     |
| ---------------------------- | ------- | ----- |
| مع                           | 8662    | 75.24 |
| ضد                           | 2851    | 24.76 |
| أصوات غير صالحة / فارغة      | 70      | -     |
| المجموع                      | 11,583  | 100   |
| الناخبون المسجلون / الاقبال  | 15,914  | 72.78 |
| المصدر: الديمقراطية المباشرة |         |       |